# Amărăștii de Jos
Amărăștii de Jos è un comune della Romania di 5774 abitanti, ubicato nel distretto di Dolj, nella regione storica dell'Oltenia.
Il comune è formato dall'unione di 3 villaggi: Amărăștii de Jos, Prapor, Ocolna.